# Ludwigia clavellina
Ludwigia clavellina là một loài thực vật có hoa trong họ Anh thảo chiều. Loài này được M. Gómez mô tả khoa học đầu tiên năm 1894.